# House of Gag
House of gag è  un programma televisivo italiano trasmesso dal 2015 su Cielo, e per un breve periodo su TV8 e presentato da Gianluca Fubelli e Omar Fantini, dove vengono mostrati brevi video amatoriali comici, commentati dai due presentatori seduti su un divano.

## Il programma
Durante la sua prima stagione, il programma si chiamava "Top 20 funniest" ed è andato in onda su Cielo a partire dal 7 febbraio 2015, durante i weekend. Dopo essere stato replicato più volte sullo stesso canale, nel settembre 2015 le repliche si sono spostate su TV8, che in quel periodo aveva appena modificato il suo nome da MTV a MTV8 e sul quale erano migrati diversi programmi già trasmessi da Cielo.
Successivamente, il programma è ripartito con nuovi cicli di puntate, modificando il titolo in House of gag e andando in onda a cadenza quotidiana. Nel corso delle varie messa in onda, House of gag è stato periodicamente sostituito da altri programmi della rete, per poi ritornare in palinsesto con nuovi episodi o repliche. Il programma non ha mai avuto un orario di messa in onda definitivo, ma si collocava in una fascia oraria che oscillava tra il preserale e l'access prime time.
Durante i vari cicli, il programma ha più volte subito alcune modifiche (ad esempio aggiungendo o modificando rubriche e sketch ricorrenti, oppure contemplando la presenza saltuaria di ospiti in studio), ma mantenendo inalterata la sua formula di partenza. A partire dal 19 dicembre 2016, il format della trasmissione viene ampliato: i conduttori vengono affiancati da Giulia Penna, il cui compito è quello di leggere i messaggi dei telespettatori, e i loro intermezzi non sono più realizzati davanti ad un chroma key, ma in uno studio vero e proprio. Inoltre, il programma inizia a comprendere sketch e candid camera realizzati in esterno dagli stessi conduttori. Durante questo ultimo ciclo, la messa in onda delle puntate viene nuovamente interrotta; dopo alcuni mesi di pausa, il programma ritorna su Cielo, dove vengono trasmesse le ultime puntate.
Terminato questo ciclo, il programma non viene più trasmesso, se non in qualche sporadica replica. I due conduttori, attraverso i loro social network, hanno fatto sapere di essere stati licenziati dalla rete e che il programma è stato chiuso. Il 16 ottobre 2017, attraverso Facebook, Omar Fantini e Gianluca Fubelli hanno dato il via ad una versione web del programma, intitolata House of web.
A partire dal 3 ottobre 2021, il programma torna in onda, sempre su Cielo, con cadenza settimanale.
Dal 4 dicembre 2022, va in onda su Cielo una nuova edizione del programma.

## Edizioni comeHouse of Gag
| Edizione | Rete televisiva | Inizio           | Fine            | Conduttori                      | Co-conduzione | Puntate | Telespettatori | Share  |
| -------- | --------------- | ---------------- | --------------- | ------------------------------- | ------------- | ------- | -------------- | ------ |
| 1        | Cielo           | 7 febbraio 2015  |                 | Gianluca Fubelli e Omar Fantini | Giulia Penna  |         |                |        |
| 2        | Cielo           | 19 dicembre 2016 | 20 gennaio 2017 | Gianluca Fubelli e Omar Fantini | Giulia Penna  | 19      | 265.000        | 1,05%  |
| 3        | TV8/Cielo       | 25 febbraio 2017 | 5 giugno 2017   | Gianluca Fubelli e Omar Fantini | Giulia Penna  |         |                | T.B.A. |
| 4        | Cielo           | 3 ottobre 2021   |                 | Gianluca Fubelli e Omar Fantini |               |         | T.B.A.         |        |
| 5        | Cielo           | 4 dicembre 2022  |                 | Gianluca Fubelli e Omar Fantini |               |         | T.B.A          |        |